# هونغ يي جي
هونغ يي جي (بالكورية: 홍예지)‏ هي ممثلة كورية جنوبية. ولدت يوم 31 يناير 2002 في سول في كوريا الجنوبية.

## روابط خارجية
- هونغ يي جي على موقع IMDb (الإنجليزية)
- هونغ يي جي على موقع قاعدة بيانات الفيلم (الإنجليزية)